# 佩爾多日斯科耶湖
61°35′24″N 33°39′05″E / 61.589903°N 33.651413°E

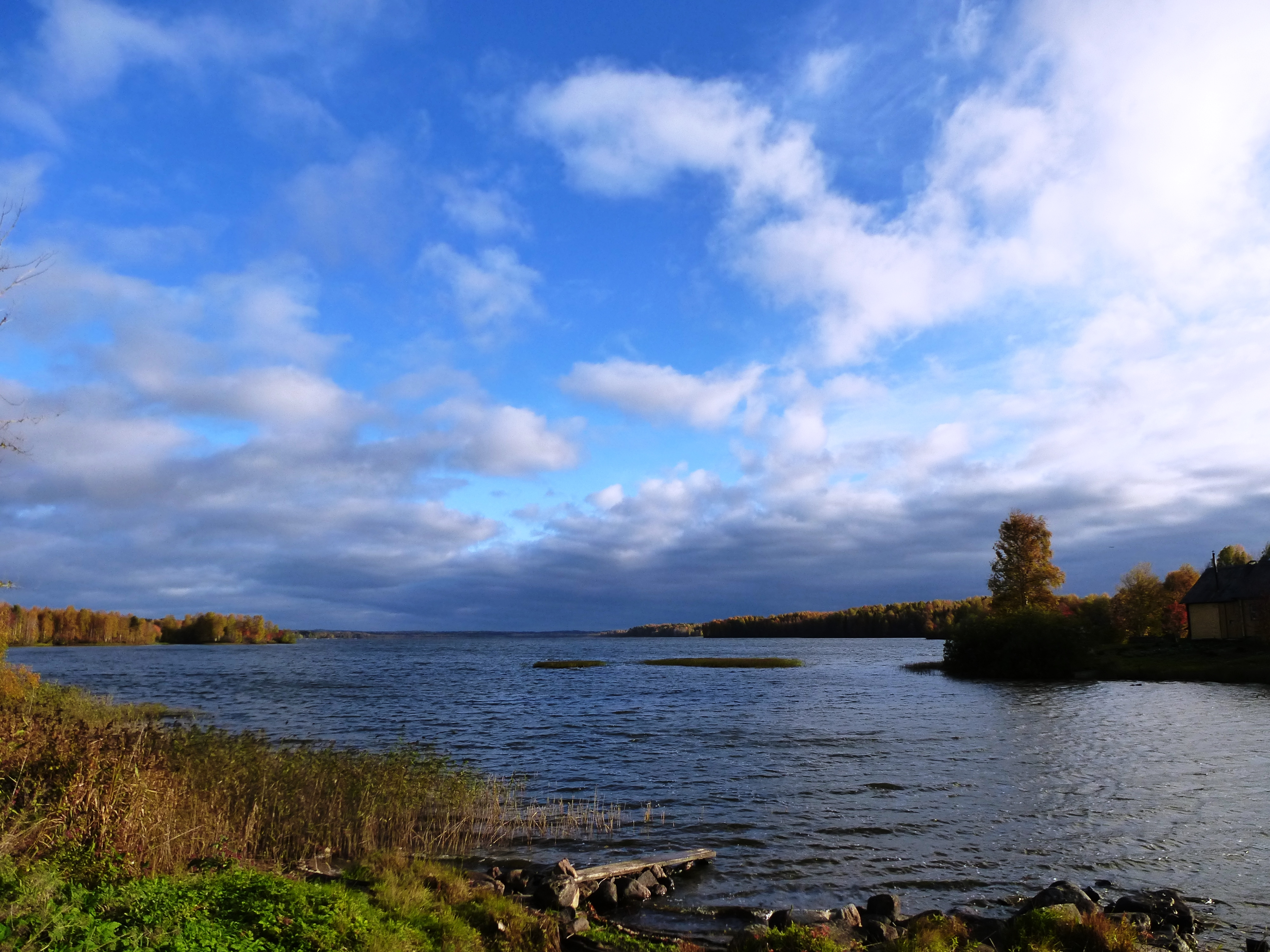

佩爾多日斯科耶湖（俄语：Пелдожское），是俄羅斯的湖泊，位於該國西北部，由卡累利阿共和國負責管轄，長5.5公里、寬1.5公里，面積5.7平方公里，集水區面積168平方公里，海拔高度131.2米，平均水深6米，最大水深9米。